# 10694 Lacerda
10694 Lacerda este o planetă minoră (asteroid), cu un diametru de 11,708 km, din Outer Main Belt⁠(d). A fost descoperită pe 2 martie 1981 la Observatorul Siding Spring de Schelte J. Bus. 
Obiectul prezintă o orbită caracterizată de o semiaxă mare de 3,20868 UAi, o excentricitate de 0,03, o înclinație de 22,08251 ° în raport cu ecliptica.